# Anita Weiß
Anita Barkusky-Weiß, nemška atletinja, * 16. julij 1955, Burow, Vzhodna Nemčija.
Nastopila je na poletnih olimpijskih igrah leta 1976 ter dosegla četrto mesto v teku na 800 m. Na evropskih dvoranskih prvenstvih je v isti disciplini osvojila naslov prvakinje leta 1975 in podprvakinje leta 1979.